# چمن‌تپه (دمیراوزو)
چمن‌تپه {{ترکی|Çimentepe) (به کردی: Kitûdî) یک منطقهٔ مسکونی در ترکیه است که در دمیراوزو واقع شده‌است. چمن‌تپه ۶۵ نفر جمعیت دارد.